# Jason Acuña
Jason Acuña (Pisa, Italija, 16. svibnja 1973.) poznatiji kao Wee-Man je američki glumac, kaskaderski performer i profesionalni skateborder. Najpoznatiji je kao sudionik reality serije Jackass koju je prikazivao MTV. Zbog ahondroplazije Acuña je pataljustog rasta, visok svega 1,23 m.

## Život i karijera
Jason Acuña je rođen u Pisi ali je odrastao u Torranceu u Kaliforniji gdje je pohađao srednju školu. Radio je kao voditelj pretplate za skateboard magazin Big Brother. Rad u tom magazinu omogućio mu je da od 2001. počne surađivati u seriji Jackass.
Glumio je i u filmovima koji su nastali na temelju Jackassa a najčešće je sudjelovao u scenama zajedno s Prestonom Lacyjem.
Sudjelovao je i u prvoj sezoni realityja Celebrity Circus kojeg je prikazivao NBC. U četvrtom tjednu natjecanja postao je prvi natjecatelj koji je postigao savršeni rezultata (ocjena 10). Acuña je u konačnici u showu završio na 3. mjestu. 2005. se pojavio u video spotu Feels Just Like It Should grupe Jamiroquai.
Jason Acuña je vlasnik franšize restorana Chronic Tacos u Redondo Beachu u Kaliforniji.

## Filmografija

### Filmovi
| Godina | Film                             | Bilješke          |
| ------ | -------------------------------- | ----------------- |
| 1996.  | Bullet                           | nepotpisana uloga |
| 2002.  | Jackass: The Movie               |                   |
| 2003.  | Grind                            |                   |
| 2005.  | Pee Stains and Other Disasters   |                   |
| 2006.  | Jackass Number Two               |                   |
| 2007.  | Jackass 2.5                      |                   |
| 2007.  | National Lampoon's TV: The Movie |                   |
| 2008.  | The Dudesons Movie               |                   |
| 2010.  | Jackass 3D                       |                   |
| 2011.  | Jackass 3.5                      |                   |

### Televizija
| Godina        | Film                               | Bilješke    |
| ------------- | ---------------------------------- | ----------- |
| 2000. – 2002. | Jackass                            |             |
| 2003. – 2006. | Wildboyz                           |             |
| 2007.         | Armed and Famous                   |             |
| 2007.         | Bam's Unholy Union                 |             |
| 2007.         | MTV's Scarred Live                 |             |
| 2008.         | Celebrity Circus                   |             |
| 2008.         | Jackassworld.com: 24 Hour Takeover | MTV special |
| 2009.         | Steve-O: Demise and Rise           | MTV special |

## Vanjske poveznice
- Profil glumca na IMDB.com[neaktivna poveznica]
- Wee Man Militia.com
- Wee Man and Preston Lacy on Tom Green Live